# 1943年2月4日の日食

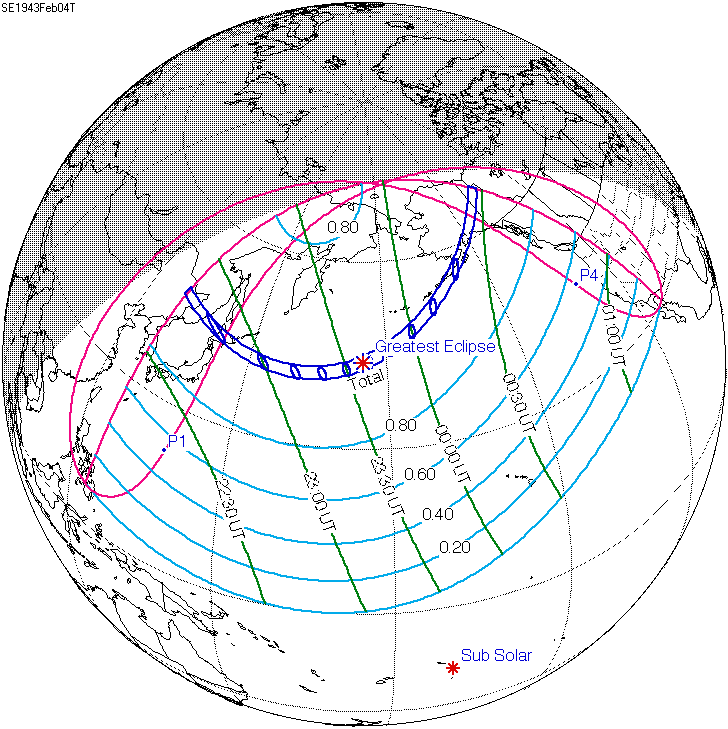

1943年2月4日の日食は、1943年2月4日に観測された日食である。中国、ソ連（現在のロシア）、日本、アラスカ準州、カナダで皆既日食が観測され、北太平洋とその沿岸部で部分日食が観測された。

## 通過した地域
皆既帯が通過した、皆既日食が見えた地域は当時満州国統治下の中国東北部、ソ連の沿海地方（現在ロシアに属する）、日本北海道（以上の地域は現地時間2月5日）、アラスカ準州（現在アメリカのアラスカ州）南東部、カナダのユーコン準州北部（以上の地域は現地時間2月4日）だった。
また、皆既日食が見えなくても、部分日食が見えた地域は極東ソ連（現在の極東ロシア）東部、東アジア東部、フィリピンのほとんど（南西部を除く）、北アメリカ西部、北太平洋の島々だった。そのうち約半分が国際日付変更線の東にあり、2月4日に日食が見えた。残り半分は2月5日に見えた。

## 観測
中国で皆既日食当日の2月5日は旧正月だった。当時日中戦争があり、皆既帯が通過した全ての地域は満州国の統治下にあった。中国の科学家は皆既日食の観測をしなかった。ただ中華民国統治下の中国大陸で発行された中国国民党の機関紙「中央日報」で「東京皆既日食」という短い報道をした（実際は東京は皆既帯の外にあり、部分日食だけが見えた）。
日本水沢（現在奥州市の一部）にある国際緯度観測所（今国立天文台水沢VLBI観測所の前身）は北海道釧路市に観測隊を派遣し、及川誠一が皆既日食の写真を撮った。釧路は北海道の中で日の出が早く、条件の良かった場所で、日の出から11分後の6時46分に日食が始まった。その後1時間5分ほどで太陽は月によって完全に覆い隠されて、2分間弱にわたって皆既日食が見られた。東京天文台（今は国立天文台に統合されている）は7つの観測隊を釧路市、厚岸町などに派遣し、観測が成功した。物理学者の中谷宇吉郎は、札幌でこの日食を観測した体験を「日食記」に述べている。
アラスカ準州のスワード、バルディーズ、コディアックなどで皆既日食が見えた。また、アラスカ最大都市であるアンカレッジは皆既帯の北縁にあり、市の南東部で皆既日食が見えた。アラスカ大学は日食当日の2月4日に講座を開き、皆既日食を情報を解説した。